# BYD TANG
De BYD TANG is een elektrische auto van klasse JE, gemaakt door autoproducent BYD Auto uit China. Het automodel is onderdeel van de eerste reeks modellen waarvan BYD in Nederland en België personenauto's verkoopt.

## Specificaties

### Vervoer
De auto biedt 7 zitplaatsen, waarvan 2 geschikt zijn voor Isofix-kinderzitjes. Er is standaard 235 liter kofferbakruimte beschikbaar, die uitgebreid kan worden tot maximaal 1655 liter. De auto heeft dakrails, die een maximale daklast van 75 kg aankunnen. Verder is de auto voorzien van een trekhaak, waarmee maximaal 750 kg ongeremd en 1500 kg geremd getrokken mag worden. De maximale verticale kogeldruk is 80 kg. 

### Accu
De auto heeft een 86,4 kWh grote tractiebatterij waarvan 84 kWh bruikbaar is. Dit resulteert in een WLTP-gemeten actieradius van 400 km, wat neerkomt op 350 km in de praktijk. De accu is actief gekoeld. De accu wordt geproduceerd door BYD. Het accupakket heeft een nominaal voltage van 640 V. Het gehele accupakket weegt ongeveer 617 kg. 

### Opladen
De accu van de auto kan standaard worden opgeladen via een Type 2-connector met laadvermogen van 7,4 kW door gebruik van 32 ampère enkelfasig, waarmee de auto in 13,5 uur van 0 % naar 100 % geladen kan worden. Bij gebruik van een snellader met een CCS-aansluiting kan een laadsnelheid van maximaal 120 kW worden bereikt, waarmee de auto in minimaal 44 minuten van 10 % naar 80 % geladen kan worden, wat neerkomt op een snellaadsnelheid van 330 km/u. 

### Prestaties
De elektronische aandrijflijn van de auto kan 380 kW of 517 pk aan vermogen leveren, waarmee de auto met 680 Nm koppel in 4,6 seconden kan optrekken van 0 naar 100 km/u. De maximale snelheid die bereikt kan worden is ongeveer 180 km/u. 

## Galerij

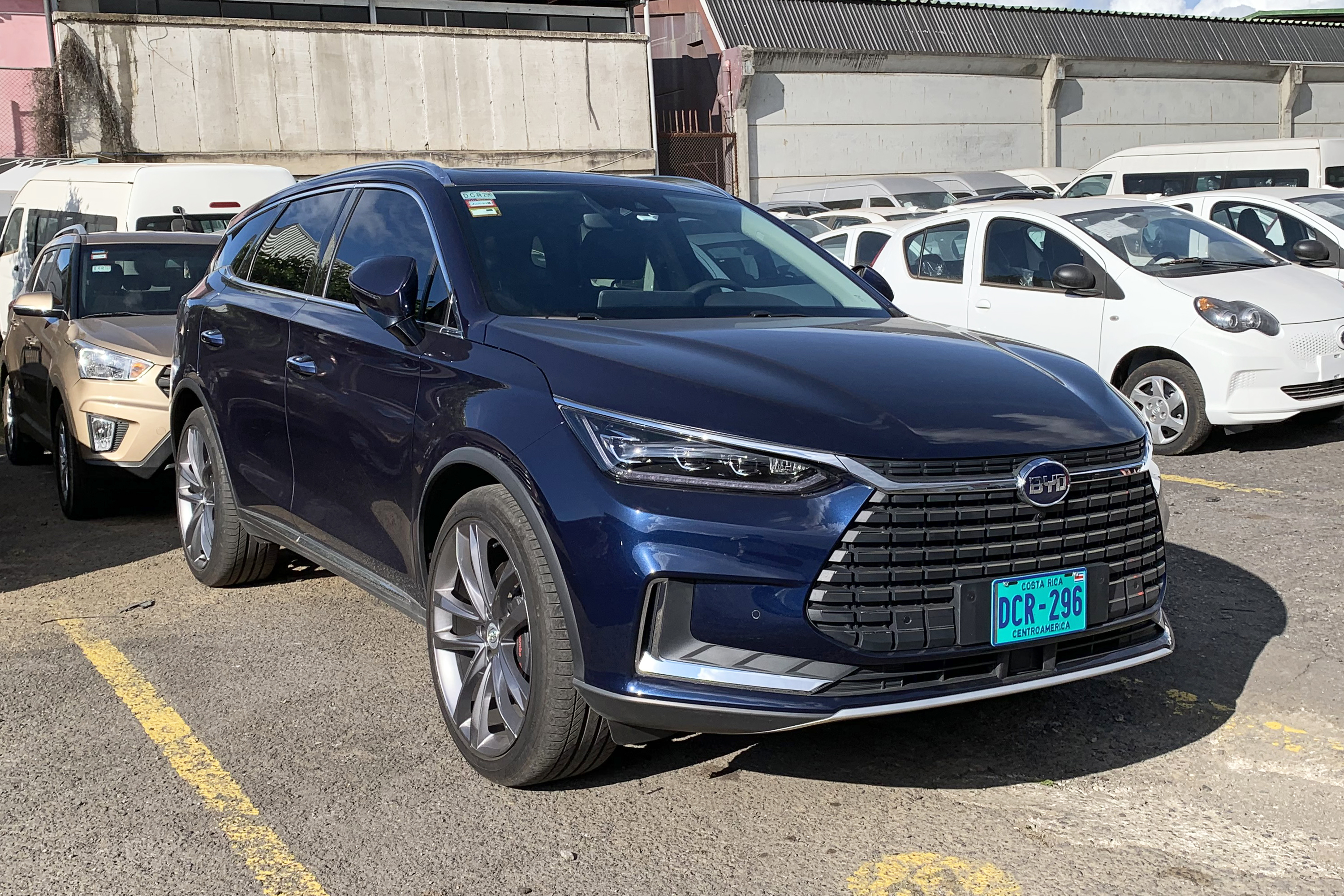
Een donkerblauwe BYD TANG, van het faceliftmodel zoals in Nederland en België verkocht wordt.